# 三星大舞台
三星大舞台是上海市的一座建築，1929年兴建，1931年1月30日开业。三星大舞台在民国时期是上海四大京剧舞厅之一。1934年更名更新舞台，1944年又更名中国大戏院。2018年，在经过6年修缮之后，中国大戏院重新开放。